# The Audience's Listening
The Audience's Listening è il primo album in studio da solista del disc jockey statunitense Cut Chemist, pubblicato nel 2006.

## Tracce
1. Motivational Speaker – 1:48
2. (My 1st) Big Break – 4:30
3. The Lift – 1:25
4. The Garden – 6:16
5. Spat – 2:21
6. What's the Altitude (featuring Hymnal) – 4:23
7. Metrorail Thru Space – 3:56
8. Storm (featuring Edan & Mr. Lif) – 3:28
9. 2266 Cambridge (featuring Thes One) – 2:34
10. Spoon – 5:31
11. A Peak in Time – 4:52
12. The Audience Is Listening Theme Song – 2:20